# ترمك تحتاني
ترمك تحتاني قرية سوريّة تتبع إداريّاً لمحافظة حلب منطقة عين العرب ناحية الجلبية، بلغ تعداد سكانها 117 نسمة حسب التعداد السكاني لعام 2004.